# Іван Гулак
Іва́н Гула́к (нар. 1629 — пом. 1682, Переяслав) — державний і військовий діяч доби Гетьманщини, дипломат. Генеральний обозний Війська Запорозького реґіменту Петра Дорошенка (1669—1675). Засновник козацько-старшинського шляхетського роду Гулаків.

## Життєпис
Був реєстровим козаком до 1648 року. Ймовірно, служив у Черкаському полку, у реєстрі 1649 р. в якому фіксується як військовий товариш. Того ж року деякий час очолював Канівський полк як наказний полковник. Брав участь у подіях Визвольної війни 1648-1657 і московсько-української війни 1658-1659.
Обіймав старшинські посади у Черкаському полку. Згідно з реконструкцією В. Кривошеї, у 1668-1669 був черкаським полковим обозним, у той час як полк очолював Яким Головченко. Брав участь у поході гетьмана П. Дорошенка на Лівобережжя у червні 1668, зокрема — у битві з московитами під Хухрою.
У 1669 (не раніше червня) дістав уряд генерального обозного замість Федора Коробки. Того ж року їздив послом від Дорошенка до Криму. У 1670-1672 був одним із командувачів армії Дорошенка у військових кампаніях проти прибічників М. Ханенка та загонів Речі Посполитої. У лютому 1671 підписав звернення до короля Речі Посполитої з підтримкою курсу Петра Дорошенка та засудженням польської політики.
У 1672 заявив митрополитові Йосипу Нелюбовичу-Тукальському, щоб той не втручався у військові справи, а займався духовними, бо вже «так нарадив, що скоро і відрадить». За це взятий гетьманом під варту. 1673 активно скуповував маєтки у Черкаському полку: 1 липня купив у ігумена Лебединського та Мошенського село Стінку, а 2 липня — у міщанина Михайла Мрачка двір у Черкасах.
У лютому 1674 обороняв Черкаси від війська лівобережного гетьмана Івана Самойловича та московського воєводи Григорія Ромодановського. Під натиском переважаючих сил капітулював. Став одним із організаторів ради у Переяславі у березні 1674, яка проголосила Самойловича гетьманом «обох сторін Дніпра». Підписав Переяславські статті. Проте того ж року повернувся на службу до Дорошенка. У 1675 знову очолював посольство правобережного гетьмана до Криму.
Наприкінці 1675 перейшов на Лівобережжя, вдруге присягнув Самойловичу. Дістав уряд переяславського полкового обозного та село Скопці у володіння. У Переяславському полку разом із Якимом Головченком очолював неформальне угруповання колишніх «дорошенківців». Брав участь у Чигиринських походах 1677-1678.
Помер у Переяславі у 1682 році. Маєтки та уряд полкового обозного передав у спадок синові Івану.

## Нащадки
- Син Іван (пом. 1716) — переяславський полковий обозний (1682—1688, 1710—1715), наказний переяславський полковник (1715).

Серед прямих нащадків Івана Гулака та Івана Івановича Гулака — український науковець, співзасновник Кирило-Мефодіївського товариства Микола Гулак, український письменник Петро Гулак-Артемовський, композитор Семен Гулак-Артемовський.